# 2024年加利福尼亞州32號提案
32號提案（英語：Proposition 32，專有名詞縮寫），是美國加利福尼亞州於2024年11月5日提出的一次公投，提案訴求上修基本工資（Minimum Wage）
。